# Clarté (journal)
Pour les articles homonymes, voir Clarté.
 (janvier 2025).
Clarté est le journal de l'Union des étudiants communistes actif de 1956 à 1996.

## Histoire

### DeClarté universitaireàClarté
Le nom Clarté est issu du Mouvement Clarté, humaniste et pacifiste, qu'animaient Henri Barbusse, Raymond Lefebvre et Paul Vaillant-Couturier en 1919,. Sa section universitaire était alors l'un des seuls groupes notables regroupant des étudiants communistes, outre l'Union fédérale des étudiants : elle s'intitulait Clarté universitaire et publiait un journal du même nom. Celui-ci fut renommé La lutte des classes par Pierre Naville après son exclusion du PCF, journal qui fusionna en 1935 avec La Vérité, l'organe trotskyste, pour former Lutte ouvrière (sans rapport avec le parti d'Arlette Laguiller).
De 1947 à 1956, alors que l'UEC n'existe plus, les étudiants communistes de Paris (qui, avec les membres étudiants de l'UJRF, seront intégrés à partir de 1956 au MJCF) publieront un journal dénommé Clarté, qui paraîtra tous les deux mois, totalisant entre 1947 et 1956 59 numéros.

### Le mensuelClarté(1956-1965)
Lorsque le Parti communiste français décide en juillet 1956, lors de son XIVe Congrès de recréer l'Union des étudiants communistes, un mensuel est prévu : il s'appellera Clarté, comme son prédécesseur parisien (la page de garde précisera alors Le nouveau Clarté). 
Le mensuel est alors dirigé par un membre du bureau politique du Parti. Il s'émancipera néanmoins de sa tutelle dans les années 1960 : ce sont alors les rédacteurs en chef qui détiennent le rôle principal (André Sénik, Jean Schalit, qui refonde et modernise la maquette avec Paul Chemetov, puis Pierre Kahn, Michel Remacle, Yves Buin et Henri Vacquin en 1964). Pour le PCF, il s'agit d'attirer de jeunes militants sensibles à l'anticolonialisme au moment où ils s'investissent à l'UNEF et sont choqués par l'attitude du gouvernement SFIO de Guy Mollet.
Frédéric Bon participa aussi au comité de rédaction de Clarté (sous le pseudonyme de Morland, en 1963) ; Serge July, Bernard Kouchner, Pierre Goldman, Patrick Pesnot (en 1963) et Michel-Antoine Burnier (cofondateur d'Actuel en 1968)  y écrivirent aussi.
Cette émancipation va de pair avec celle de l'UEC vis-à-vis du PCF : l'UEC est alors divisée entre les partisans de la ligne du PCF et les « Italiens » (ainsi dénommés pour leur soutien à la théorie du « polycentrisme » de Palmiro Togliatti, qui prône l'autonomie des partis communistes vis-à-vis de Moscou).

### Le nouveau Clarté
En 1965, le PCF décide de reprendre en main l'UEC. Il y parvient grâce à l'habileté politique de Roland Leroy et amène à sa tête Guy Hermier, proche de la direction. Les  « Italiens » (Pierre Kahn, alors Secrétaire national de l'UEC, André Sénik, Bernard Kouchner) perdent la direction de l'UEC lors de son VIIIe Congrès : ils quitteront l'UEC ou en seront exclus. Au même moment, la direction du journal Le Cri de la Jeunesse étudiante chrétienne (JEC) est aussi poussé à la démission en mars 1965, et il cesse de paraître quelques mois plus tard. Comme Clarté, Le Cri s'était investi dans les combats progressistes.
À leur suite, d'autres secteurs de l'UEC, sont exclus de l'organisation étudiante. À Paris, c'est le sort du groupe du « secteur Lettres » emmené par Alain Krivine, qui crée la Jeunesse communiste révolutionnaire. Fin 1966, c'est le « secteur de l'École normale supérieure » qui fait sécession. La plupart de ses adhérents rejoignent les groupes maoïstes. Certains, tel Robert Linhart, pour se rapprocher du peuple ouvrier, « s'établissent » en usine. Plusieurs membres de Clarté, dont Schalit, participeront à la création du journal Action en mai 68.  
Pour marquer la rupture avec les périodes antérieures, Clarté devient Le Nouveau Clarté. Le premier numéro du Nouveau Clarté paraît en avril 1965. Il garde le format 24 x 29,5 cm que Clarté avait adopté depuis novembre 1963. Il conserve aussi l'encart "politique", agrafé en cahier intérieur. Il affiche en une, pleine page, le détail d'une fresque monumentale réalisée par le peintre mexicain David Alfaro Siqueiros. 
Le premier comité de rédaction résulte des alliances passées entre les courants de l'UEC lors du 8e congrès de l'organisation étudiante. Aux côtés de Guy Hermier, nouveau directeur, de Serge Goffard, nouveau "rédacteur en chef", de Michel Jouet, de H. Axelrad, il comprend deux "pro-chinois", Robert Linhart et Tiennot Grumbach. 

"Un vrai journal communiste reparaît à l'Université (...) Notre nouveau journal se veut le continuateur des luttes menées par les intellectuels et les étudiants communistes du groupe "Clarté", fondé par Henri Barbusse, le continuateur des luttes difficiles de la Résistance, le continuateur des grandes luttes contre la guerre d'Algérie dans lesquelles les étudiants communistes tinrent un rôle de premier plan comme en témoigne le combat de Serge Magnien." 
L'éditorial fait quelques raccourcis historiques. Mais après l'épisode de mai 1968, l'Union des étudiants communistes regagne rapidement une force non négligeable dans un milieu étudiant renouvelé, pour lequel les distinctions "italiens", "orthodoxes" perdaient sens. Le soutien aux combattants vietnamiens pour l'indépendance et la réunification de leur pays, les luttes pour des moyens à l'Université, l'engagement des organisations de la Jeunesse et des étudiants communistes pour la libération d'Angela Davis, le re-création d'un syndicat étudiant en l'Unef-Renouveau, animent les pages du Nouveau Clarté durant la décennie 1968-1977.  
Le mensuel est publié de façon régulière jusqu'en juin 1977, date où il disparaît une première fois, après 60 numéros. Clarté devient en novembre bimensuel (et revient au numéro 1), puis redevient mensuel en 1986. Il paraît ainsi jusqu'en 1996[réf. nécessaire].